# Antti Lötjönen

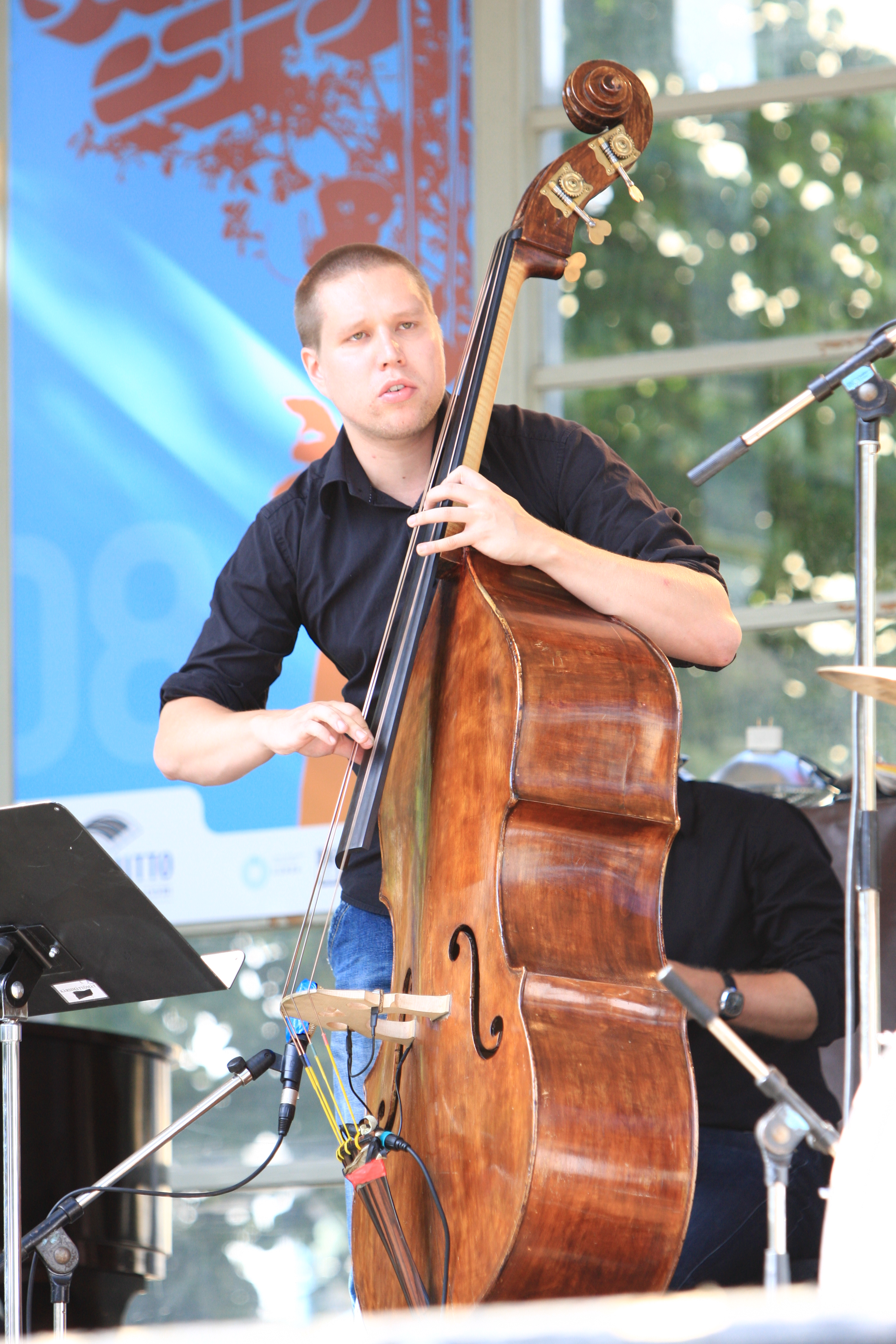
Antti Lötjönen 2008

Antti Lötjönen (* 18. April 1980 in Kuopio) ist ein finnischer Musiker (Kontrabass, Komposition) des Modern Jazz.

## Leben und Wirken
Lötjönen, der aus Kuopio stammt, begann im Alter von sechs Jahren Klavier zu spielen. Er hatte Musikunterricht und begann zunächst klassische Trompete zu spielen. Er spielte auch E-Gitarre, bevor er in der fünften oder sechsten Klasse anfing, E-Bass zu spielen. Als Gymnasiast bekam Lötjönen seinen ersten Kontrabass und interessierte sich für Jazz durch die Musik von Jaco Pastorius. Er studierte am Kuopio-Konservatorium, wo er unter anderem von Jarmo Hiekkala und Timo Hirvonen unterrichtet wurde. Als Student arbeitete er sechs Monate als Basslehrer am Kuopio Konservatorium. Während des Semesters 2001/02 studierte Lötjönen am Fachbereich Pop/Jazz der Fachhochschule Helsinki und trat dann in die Jazzabteilung der Sibelius-Akademie ein. Lötjönens erste große Band war das Ilmiliekki Quartet, das 2003 (March of the Alpha Males, TUM), 2006 und 2010 drei Alben veröffentlichte und mehrere Musikpreise gewonnen hat. Im Jahr 2003 trat Lötjönen dem Gig-Line-Up von The Five Corners Quintet bei.
In den folgenden Jahren spielte er u. a. mit Timo Lassy, dem Sun Trio der Brüder Kalevi Louhivuori und Olavi Louhivuori sowie dem Verneri Pohjola Quartet. Des Weiteren wirkte er bei Aufnahmen von Eeppi Ursin, Jaska Lukkarinen, Joonas Haavisto, Jukka Perko, Kerkko Koskinen, Riitta Paakki, Jukka Eskola und Yelena Eckemoff mit. 2020 legte er das Album Quintet East (We Jazz) vor, das er  mit Verneri Pohjola (Trompete), Jussi Kannaste, Mikko Innanen (Saxophone) und Joonas Riippa (Schlagzeug) aufgenommenen hatte. Im Bereich des Jazz war er laut Tom Lord zwischen 2003 und 2019 an 29 Aufnahmesessions beteiligt.

## Diskographische Hinweise
- Circus/Citadel (2022), mit Mikko Innanen, Jussi Kannaste, Verneri Pohjola, Joonas Riippa